# 박화영
《박화영》은 2018년에 개봉한 대한민국 영화이다.
개봉 전부터 2017 부산국제영화제, 서울독립영화제에 초청 되어 정식 개봉 전 영화가 상영됐다.

## 캐스팅
- 김가희 : 박화영 역
- 강민아 : 은미정 역
- 이재균 : 영재 역
- 이유미 : 세진 역
- 김도완 : 상식 역
- 하윤경 : 윤경 역
- 방은정 : 은정 역
- 정진 : 정진 역
- 신유아 : 유아 역
- 이혜린 : 혜린 역
- 한성수 : 버섯머리 역
- 동현배 : 재필 역
- 앤덥 : 우진 역
- 이태환 : 정복 역
- 우지현 : 상식무리 1 역
- 김대인 : 상식무리 2 역
- 김지성 : 김지성 역
- 오하늬 : 손가락 문신녀 역
- 황영희 : 화영 엄마 역 (특별출연)
- 전배수 : 담임 선생님 역 (특별출연)
- 차순배 : 조건남 역 (특별출연)
- 허준석 : 경찰 1 역 (특별출연)
- 양현민 : 경찰 2 역 (특별출연)